# Ayacucho FC
Ayacucho FC ist ein peruanischer Fußballverein aus der Stadt Ayacucho in der Provinz Huamanga. Der Verein wurde in seiner heutigen Form im Jahre 2008 gegründet und spielt in der Primera División.

## Geschichte
Der Verein geht bis auf den 1972 gegründeten Verein Olímpico San Luis zurück, welcher später als Olímpico Somos Perú bekannt wurde. Der Club Inti Gas Deportes Ayacucho wurde am 9. August 2008 gegründet, nachdem er die Zweitligalizenz von Olímpico Somos Perú, damals bekannt als Loreto FC, der 2008 an der zweiten Liga teilnahm, erworben hatte. Sponsor und Namensgeber wurde das Unternehmen Inti Gas. Der Verein zog auch von Lima nach Ayacucho um. Der Verein wurde 2008 Vizemeister der Zweiten Liga und stieg 2009 in die Erste Liga auf. 2012 nahm der Verein erstmals an der Copa Sudamericana und damit am internationalen Geschäft teil. 2014 benannte sich der Verein in Ayacucho FC um.